# Красногородка
Красногородка — село в Україні, у Медвинській сільській громаді Білоцерківського району Київської області. Населення становить 82 особи.
Клірові відомості, метричні книги, сповідні розписи церкви Покрова Пресвятої Богородиці с. Красногородка (приписні сс.* Побережка, Софіївка) Богуславського пов. Київського нам., з 1797 р. Медвинської волості Богуславського, з 1846 р. Канівського пов. Київської губ. зберігаються в ЦДІАК України. 

## Населення

### Мова
Розподіл населення за рідною мовою за даними перепису 2001 року:
| Мова       | Кількість | Відсоток |
| ---------- | --------- | -------- |
| українська | 129       | 100%     |